# Fontana Liri
Fontana Liri est une commune italienne de la province de Frosinone dans la région Latium en Italie.

## Administration
| Période                                  | Période | Identité | Étiquette | Qualité |
| ---------------------------------------- | ------- | -------- | --------- | ------- |
|                                          |         |          |           |         |
| Les données manquantes sont à compléter. |         |          |           |         |

### Communes limitrophes
Arce, Arpino, Monte San Giovanni Campano, Rocca d'Arce, Santopadre

## Personnalités
- Marcello Mastroianni, acteur, y est né en 1924
- Umberto Mastroianni, sculpteur, y est né en 1910